# Joshua Alder

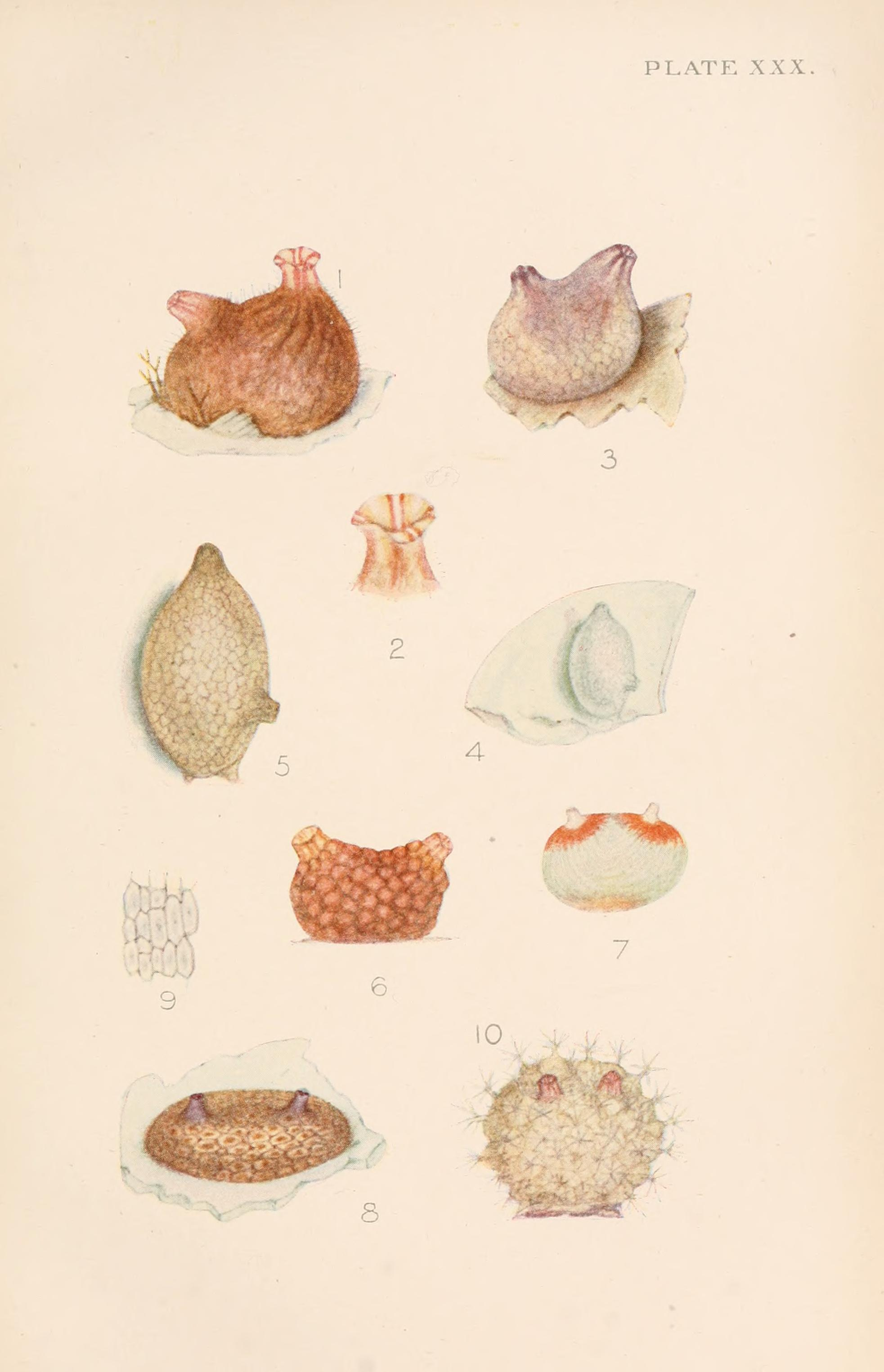
L'une des planches du British Tunicata.

Pour les articles homonymes, voir Alder.
Joshua Alder, né le 7 avril 1792 et mort le 21 janvier 1867, était un zoologiste malacologiste britannique, spécialisé dans les tuniciers et les gastéropodes.

## Taxons
Liste des tuniciers décrits par Joshua Alder:
- Dicoryne conferta (Alder, 1856)
- Eudendrium capillare (Alder, 1856)
- Hydractinia areolata (Alder, 1862)
- Corymorpha nana (Alder, 1857)
- Campanularia hincksii (Alder, 1856)
- Laomedea flexuosa (Alder, 1857)
- Laomedea neglecta (Alder, 1856)
- Halecium nanum (Alder, 1859)

Liste des gastéropodes décrits par Joshua Alder :
- Polyceroidea (Alder & Hancock, 1845)
- Fionoidea (Alder & Hancock, 1851)
- Chromodoris (Alder & Hancock, 1855)